# Gwladys Épangue
Gwladys Patience Épangue, född 15 augusti 1983 i Clichy, Frankrike, är en fransk taekwondoutövare. Hon representerade Frankrike i VM i taekwondo 2005 i Madrid, där hon vann en silvermedalj. Hon vann även en silvermedalj senare i VM i taekwondo 2007 i Peking och en bronsmedalj i OS 2008 i Peking.
Vid världsmästerskapen i taekwondo 2015 vann Épangue en silvermedalj och vid europeiska spelen samma år tog hon guld.